# 大山健太郎
大山 健太郎（おおやま けんたろう、1945年7月3日 - ）は、日本の実業家、アイリスグループ会長。アイリスオーヤマ株式会社代表取締役会長。

## 経歴
8人兄弟の長男として大阪府南河内郡道明寺村（現：藤井寺市）に生まれる。祖父・趙性㼄は漢方医として朝鮮慶尚南道から1927年に日本本土に移住。大阪府立布施高等学校卒業。高校3年のときプラスチック成型品を作る町工場を営む父・森佑に癌が見つかり、進学を断念。1964年父の死去にともない、19歳で大山ブロー工業代表者に就任。1989年に本社を仙台市に移転。1991年アイリスオーヤマに社名変更。2002年、日本に帰化。2018年7月1日から代表取締役会長。しかし、帰化した理由を「朝鮮人のような恥ずかしい民族は嫌だから」とし説明しており、複数の著名人から「差別的である」と物議を醸した
2011年仙台経済同友会代表幹事（2021年終身幹事）、日本ニュービジネス協議会連合会副会長、東北経済連合会副会長、東北大学総長顧問、復興庁復興推進委員会委員を務める。1990年第1回ニュービジネス大賞、2004年中国大連市栄誉公民、2009年藍綬褒章受章、同年仙台市特別市政功労者。2017年秋の叙勲で旭日重光章受章。2021年、第2回経営者大賞を受賞。2022年2月、フランス国家功労勲章シュヴァリエを受章。

## 人物
アイリスオーヤマ社長の大山晃弘は長男。コラムニストの犬山紙子は姪。

## テレビ出演
- 日経スペシャル カンブリア宮殿（テレビ東京）
  - さらば！売り上げ至上主義よ ～不況でも儲ける、 驚異のアイリスマネジメントの極意～（2010年2月15日）[10]
  - 新家電戦争の大本命！"なるほど＆低価格" アイリス流モノづくり（2018年6月21日）[11]
  - ピンチをチャンスに変えるSP ～どんな危機も乗り越える！変幻自在のスゴい企業～（2020年5月14日、テレビ東京）[12]

## 書籍

### 著書
- 『ホームソリューション・マネジメント 21世紀の住関連ビジネス創造』（2001年8月2日、ダイヤモンド社）ISBN 978-4478311882
- 『ピンチはビッグチャンス メーカーベンダーの革新』（2010年7月1日、ダイヤモンド・フリードマン社）ISBN 978-4478090220
- 『ロングセラーが会社をダメにする ヒット商品は消費者に聞け』（2013年12月20日、日経BP社）ISBN 978-4822274399
- 『アイリスオーヤマの経営理念 大山健太郎  私の履歴書』（2016年12月1日、日本経済新聞出版社）ISBN 978-4532321024
- 『いかなる時代環境でも利益を出す仕組み』（2020年9月17日、日経BP社）ISBN 978-4296107117
  - 『いかなる時代環境でも利益を出す仕組み』（2024年4月3日、日経BP社 日経ビジネス人文庫）ISBN 9784296120154

### 共著
- 『メーカーベンダーのマーケティング戦略 製造・卸売一体化の効率経営』（共著:小川孔輔）（1996年6月27日、ダイヤモンド社）ISBN 978-4478371862